# Jan Sędziwój Czarnkowski
Jan Sędziwój Czarnkowski herbu Nałęcz III (zm. między 11 lutego 1641 roku a 2 września 1642 roku) – kasztelan kamieński w latach 1640–1641, dworzanin Władysława IV Wazy, starosta medycki, starosta mościcki.
Syn Sędziwoja, starosty drahimskiego i kłeckiego i Anny Rydzyńskiej. Prawnuk Sędziwoja Czarnkowskiego (zm. 1532/1534), kasztelana przemęckiego. Brat Władysława Sędziwoja, Andrzeja, Ewy i Zofii.
Ożenił się z Anną Mohylanką, córką Jeremiasza, hospodara mołdawskiego, siostrą Rainy, Marii oraz Katarzyny. Małżeństwo było bezpotomne.
Został starostą drahimskim w 1616 roku.
Poseł województw poznańskiego i kaliskiego na sejm warszawski 1626 roku, sejm 1625 i 1627 roku. Poseł sejmiku średzkiego na sejm ekstraordynaryjny 1634 roku. Poseł na sejm zwyczajny 1635 roku, sejm 1638 roku.